# Fons de Població de les Nacions Unides
Fons de Població de les Nacions Unides, abans el Fons de les Nacions Unides per a les Activitats de Població, és una agència de les Nacions Unides destinada a millorar la salut sexual i reproductiva a tot el món. El seu treball inclou el desenvolupament d'estratègies i protocols nacionals d'assistència sanitària, l'augment de l'accés al control de la natalitat i la direcció de campanyes contra el matrimoni infantil, la violència de gènere, la fístula obstètrica i la mutilació genital femenina.
L'UNFPA dona suport a programes en més de 144 països de quatre regions geogràfiques: Estats Àrabs i Europa, Àsia i el Pacífic, Amèrica Llatina i el Carib i Àfrica subsahariana. Al voltant de tres quartes parts del personal treballen al camp. És membre fundador delGrup per al Desenvolupament de les Nacions Unides , una col·lecció d'agències i programes de les Nacions Unides centrats en el compliment dels Objectius de Desenvolupament Sostenible.

## Orígens
L'agència va començar a operar el 1969 com el Fons de les Nacions Unides per a les Activitats de Població sota l'administració del Fons de Desenvolupament de les Nacions Unides. El 1971 es va posar sota l'autoritat de l'Assemblea General de les Nacions Unides. El seu nom es va canviar a Fons de Població de les Nacions Unides el 1987. No obstant això, s'ha mantingut el termini reduït de l'UNFPA.

## UNFPA i els Objectius de Desenvolupament Sostenible
El setembre de 2015, els 193 estats membres de les Nacions Unides van adoptar per unanimitat els Objectius de Desenvolupament Sostenible, un conjunt de 17 objectius que pretenen transformar el món durant els propers 15 anys. Aquests objectius estan dissenyats per eliminar la pobresa, la discriminació, l'abús i les morts evitables, abordar la destrucció del medi ambient i marcar el començament d'una era de desenvolupament per a totes les persones, arreu.
Els Objectius de Desenvolupament Sostenible són ambiciosos i requeriran esforços enormes entre països, continents, indústries i disciplines, però són assolibles. L'UNFPA treballa amb governs, socis i altres agències de les Nacions Unides per abordar directament molts d'aquests objectius, en particular l'objectiu 3 sobre salut, l'objectiu 4 sobre educació i l'objectiu 5 sobre igualtat de gènere, i contribueix de diverses maneres a assolir molts dels altres objectius.

## Lideratge
Directors executius i subsecretaris generals de l'UNFPA:
|   | Director executiu    | País         | Període      |
| - | -------------------- | ------------ | ------------ |
| 1 | Rafael M. Salas      | Philippines  | 1969–1987    |
| 2 | Nafis Sadik          | Pakistan     | 1987–2000    |
| 3 | Thoraya Ahmed Obaid  | Saudi Arabia | 2001–2010    |
| 4 | Babatunde Osotimehin | Nigeria      | 2011–2017    |
| 5 | Natalia Kanem        | Panama       | 2017–present |

## Com funciona
L'UNFPA treballa en col·laboració amb els governs, juntament amb altres agències de les Nacions Unides, comunitats, ONG, fundacions i el sector privat, per conscienciar i mobilitzar el suport i els recursos necessaris per assolir la seva missió de promoure els drets i la salut de les dones i els joves. Per exemple, és un dels copatrocinadors del Programa Especial sobre Reproducció Humana.
Les contribucions dels governs i del sector privat a l'UNFPA el 2016 van ascendir a 848 milions de dòlars. La quantitat inclou 353 milions de dòlars als recursos bàsics de l'organització i 495 milions de dòlars destinats a programes i iniciatives específiques. Com a resultat de l'impacte econòmic de la pandèmia de coronavirus, el Regne Unit va imposar una retallada d'ajuda del 85% a l'UNFPA.
El Fons de Població, dirigit per Nafis Sadik, promogué el 1989 el Fòrum Internacional sobre Població i Desenvolupament al segle XXI, que tingué lloc a Amsterdam i és un organisme que col·labora en projectes paral·lels amb altres entitats (OMS, Banc Mundial, UNICEF, PNUD, etc.). Al juny del 1990, el secretari general de les Nacions Unides nomenà Nafis Sadik com a secretària general de la Conferència Internacional sobre Població que tingué lloc al Caire, l'any 1994. La conferència significà un punt d'inflexió en el tractament de la temàtica sobre població i fou especialment sensible amb el tema de la dona.
El 8 de desembre de 1997, l'Assemblea General de les Nacions Unides adoptà una resolució en la qual preveia la celebració d'una sessió especial sobre la valoració, cinc anys després, de la Conferència Internacional sobre Població. La sessió fou coneguda com a ICPD+5 i se celebrà entre el 30 de juny i el 2 de juliol de 1999 a la seu central de les Nacions Unides, a Nova York. La Conferència Internacional sobre Població i Desenvolupament+5 serví per a valorar la implementació del Programa d’Acció de la Conferència del Caire, identificà prioritats per al futur i demanà una implicació més gran dels governs per a assolir els objectius de la conferència.
El 22 de setembre de 2000 el Fons presentà el document Global Strategy for Reproductive Health Comodity Security (RHCS) en resposta a la crisi generada en l’accés a la salut reproductiva en països en via de desenvolupament. El FNUAP publica anualment l’informe sobre l'estat de la població mundial i altres articles relacionats amb temes d’abast demogràfic.